# Dagestánská autonomní sovětská socialistická republika
Dagestánská autonomní sovětská socialistická republika (rusky: Дагестанская Автономная Советская Социалистическая Республика; 1921–1991), zkráceně Dagestánská ASSR (rusky: Дагестанская АССР; avarsky: Дагъистаналъул АССР; kumicky: Дагъыстан АССР; lezginsky: Дагъустандин АССР; laksky: Дагъусттаннал АССР; azersky: Дағыстан МССР; aghulsky: Дагъустан АССР; čečensky: ДегӀастанан АССР; nogajsky: Дагыстан АССР) nebo DASSR (rusky: ДАССР) a neoficiálně známá také jako Sovětský Dagestán nebo jen Dagestán, byla autonomní sovětská socialistická republika (ASSR) v Ruské SFSR bývalého Sovětského svazu. Tato „Země hor" byla známá také „horami národů", protože zde žilo více než třicet původních etnických skupin. Přestože v rámci strategie o podporu místních jazyků a odrazování od pantureckých a panislámských hnutí bylo půl tuctu těchto etnik v určitém období sovětské historie zajištěno školní vzdělávání v jejich rodném jazyce, ruština se stala nejrozšířenějším druhým jazykem a postupně i lingua franca, zejména ve městech.
Planetka 2297 Dagestán, objevená v roce 1978 sovětským astronomem Nikolajem Černychem, je pojmenována po Dagestánské ASSR.

## Galerie

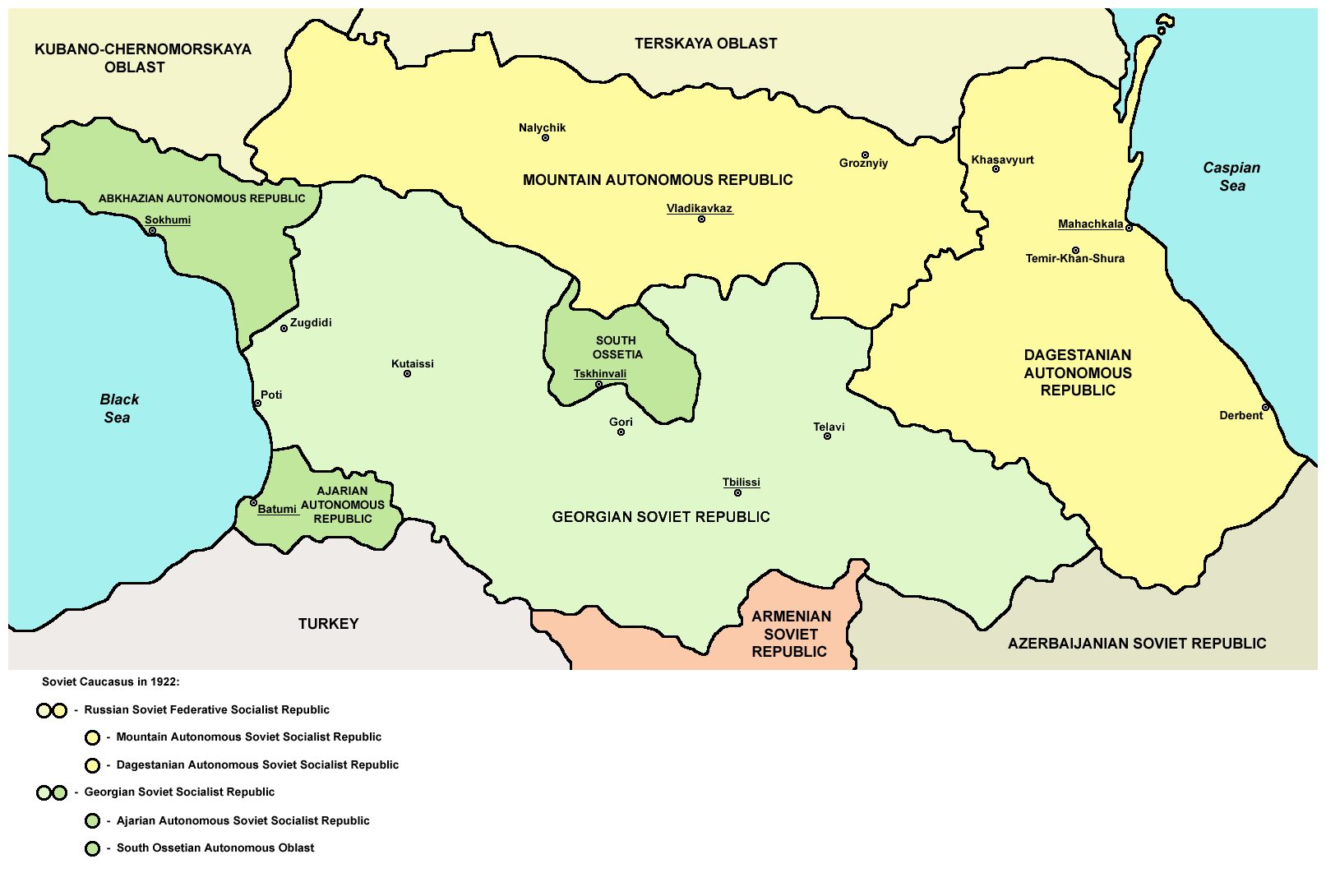
Mapa Dagestánské ASSR a dalších ASSR na Kavkaze v roce 1922
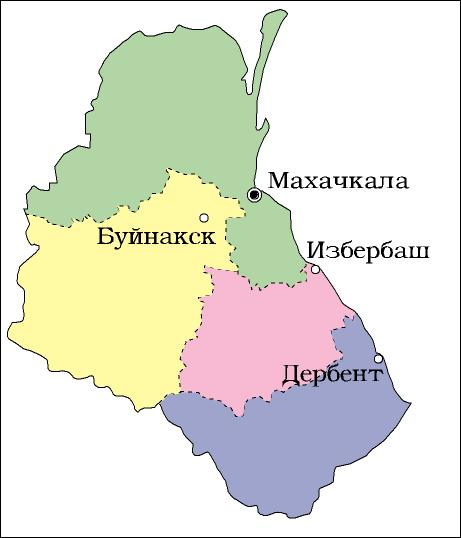
Mapa Dagestánské ASSR v roce 1953
Mapa Dagestánské ASSR a dalších ASSR v kavkazském regionu